# Centroïde
 (juillet 2022).
Si vous disposez d'ouvrages ou d'articles de référence ou si vous connaissez des sites web de qualité traitant du thème abordé ici, merci de compléter l'article en donnant les références utiles à sa vérifiabilité et en les liant à la section « Notes et références ».
En mathématiques, le centre de masse ou centroïde d’un domaine du plan ou de l’espace est un point d’équilibre pour une certaine mesure sur ce domaine. Il correspond au centre pour un cercle ou une sphère, et plus généralement correspond au centre de symétrie lorsque le domaine en possède un. Mais son existence et son unicité sont garanties dès que le domaine est de mesure finie.
En géométrie, cette notion est synonyme de barycentre (pour un ensemble fini de points affectés de masses ponctuelles, le centre de masse est le barycentre des points pondérés). Tandis qu’en mécanique classique, elle traduit celle de centre de masse d’un corps. Pour une variable aléatoire réelle ou vectorielle, l’espérance est le centre de masse du support de la variable muni de la mesure de probabilité.
En géographie, le centroïde d’une région correspond au centre géographique.

## Formule générale
Étant donné un domaine D du plan ou de l’espace muni d’une mesure μ, le centre de masse est l’unique point m qui annule l’intégrale {\displaystyle \int _{D}(x-m)\,\mathrm {d} \mu (x)}.